# 黄金州の殺人鬼
黄金州の殺人鬼（おうごんしゅうのさつじんき/ゴールデン・ステイト・キラー、英語: Golden State Killer）は、1974年から1986年までの間に、カリフォルニア州で少なくとも13人の殺人、50人以上の強姦、100件以上の強盗を犯したシリアルキラーである。
犯人はカリフォルニア全土で3つの連続殺人事件に関与しているとされるが、その全てが同一人物による犯行だと明らかになる前に、各地のマスコミによって、連続殺人事件ごとに異なるニックネームが付けられていた。

## 概要
カリフォルニア州サクラメント地域では、犯人はイースト・エリアの強姦魔(East Area Rapist)として知られていて、 コントラコスタ郡 、 ストックトン 、およびモデストにおける殺人事件の手口が共通していたことから、同一犯とされていた。南カリフォルニアにおける一連の事件の犯人は、オリジナル・ナイト・ストーカー（Original Night Stalker）と名付けられている。また、同様の手口と状況証拠に基づいて、サクラメント地域に移動する前は、「バイセイリアの荒らし屋（Visalia Ransacker）」として強盗をしていたとされている 。
20年にも及ぶ捜査の過程で何人もの容疑者が浮上したが、DNA型鑑定やアリバイなどにより容疑が晴れていった。2001年、DNAテストにより、“イースト・エリアの強姦魔”と“オリジナル・ナイト・ストーカー”は同一人物であることが判明した。DNA検査によりこの新事実が発見したことは、カリフォルニア州DNAデータベースを創設するきっかけともなっている。このデータベースは重罪を犯した被告人や有罪判決を受けた人物のDNA情報を管理するもので、ヴァージニア州のそれについで未解決事件の解決に有効なシステムと評価されるまでに至っている。2013年、犯罪をテーマとする作家であるミッシェル・マクナマラにより、カリフォルニア州全土で殺人を犯した犯人が野放しになっているという事実を啓発する為、一連の事件の犯人は "ゴールデン・ステイト・キラー"と名付けられる。「ゴールデン・ステイト」とは、かつてゴールドラッシュに沸いたカリフォルニア州の公式ニックネームである。
2016年6月15日、連邦捜査局（FBI）および地元当局は記者会見を開き、全国規模での新たな取り組みを発表し、犯人逮捕に向けて5万ドルの懸賞金を設けることを発表した  。
2018年4月24日、当局は72歳のアメリカ海軍の元軍人で元警察官、元トラック整備工を引退していたジョセフ・ジェームズ・ディアンジェロ（Joseph James DeAngelo）をDNAの証拠に基づいて8つの一等殺人罪の罪で起訴した。これはまた、バイセイリアの荒らし屋の犯罪を黄金州の殺人鬼の犯罪と結び付ける初めての発表でもあった。カリフォルニア州では、2017年以前の事件に関する出訴期限法により、ディアンジェロを1970年代の強姦事件で起訴することはできず、2018年8月に13件の誘拐/誘拐の試みで起訴された。

## 犯人の特定

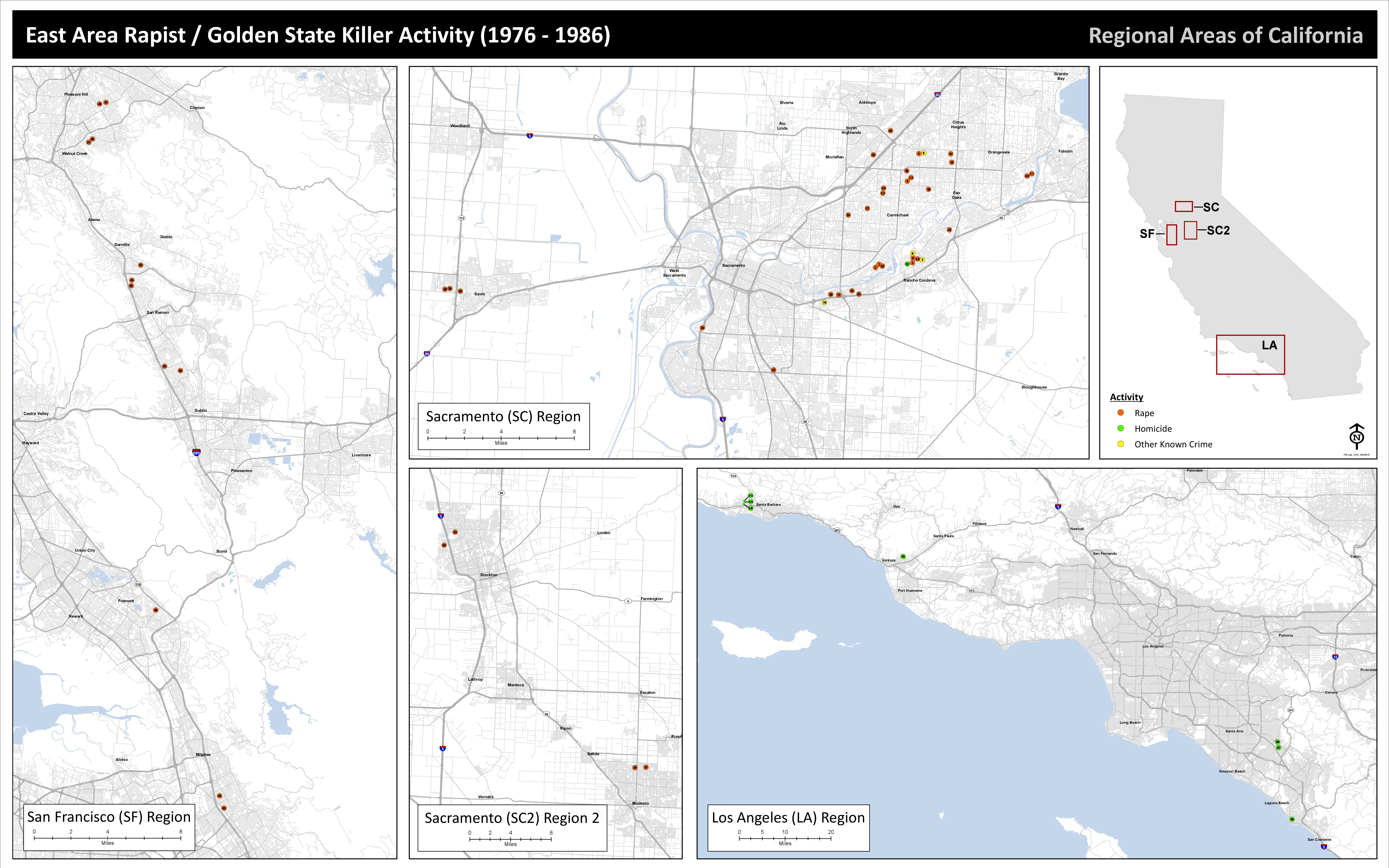
黄金州の殺人鬼による犯行現場の地図

2018年4月24日、サクラメント郡保安官がカリフォルニアの オーバーンおよびエクセターの元警察官である72歳のジョセフ・ジェームズ・ディアンジェロを逮捕した。ディアンジェロは8つの第一級殺人の罪で起訴された。5月10日には、サンタバーバラ郡地区検事局は、4つの第一級殺人事件を追加して告発した。 
ディアンジェロの特定は、逮捕4週間前に、ポール・ホールズ（Paul Holes）刑事が率いるチームが、証拠のレイプキットから分析したDNAプロファイルをDNA家系図サイトGEDmatchにアップロードしたときに始まった。このウェブサイトでは、黄金州の殺人鬼の遠い縁戚が10人から20人ほど登録されており、そこから系図学者のBarbara Rae-Venterと協力して5人の研究者チームが大きな家系図を作った。彼らはこの事件で2人の容疑者（うち1人は親戚のDNA検査で除外された）を特定し、ディアンジェロを主要な容疑者と絞り込んだ。4月18日、ディアンジェロの車のドアハンドルからDNAサンプルがひそかに収集され、その後、別のサンプルがディアンジェロの家の外のゴミ箱の内容物から収集され、黄金州の殺人鬼事件に関連するサンプルと照合された。
ディアンジェロの逮捕後、一部でDNA情報など、個人を特定できる情報の二次利用の倫理性についての懸念が表明されることになった。

## 犯人

### 幼少期
ジョセフ・ジェームズ・ディアンジェロは、1945年11月8日、 ニューヨークのバースで生まれ、2人の妹と1人の弟がいる。 彼が9歳か10歳の時、7歳の妹が西ドイツの空軍倉庫で軍人に強姦されているのを目撃したという。その際父親に妹を助けなかったことで暴行を加えられDVを受ける日々を送ることになる
1959年から1960年の間、彼はランチョコードヴァのミルズ中学校に通い、同校の野球チームに所属していた。1961年以来、彼はフォルサム高校に通った。1964年9月に米海軍に入隊し、巡洋艦 USS キャンベラ とUSSピードモントでベトナム戦争中に22ヶ月間従軍した。

### 大学～大学院時代
1968年8月から、ディアンジェロはロックリンのシエラ大学に進学し、1970年6月に警察科学の準学士号を取得し卒業した。 1970年5月に、彼はシエラ大学の同級生であるボニー・ジャン・コルウェルと婚約したが、のちに彼女は婚約を破棄したという。 捜査官によると、これは強姦中に犯人が「この野郎、ボニー！大っ嫌いだ」と言っていたとの証言と合致するとされている 。
1971年には、サクラメント州立大学に通い、刑事司法で学士号を取得した後に大学院課程を受講し、さらにヴァイセイリアのセコイア大学で警察の訓練を受け、ローズビル警察署で32週間の警察インターンシップを修了した。

### 警察官として
1973年5月から1976年8月まで、彼は、ヴァイセイリア近郊にある人口約1万人の町エクセターの警察署で窃盗事件を担当していた 。1973年11月に彼はシャロン・マリー・ハドルと結婚した。ハドルは1982年に離婚専門の弁護士となり、1991年に別居するまでに2人の娘をサクラメントで生み、1人の娘をロサンゼルスで生んだ。夫の逮捕後、ハドルは離婚を申し立てた。
1976年までにディアンジェロは出世し、「強盗に対する共同対処プログラム」の主任になった。その後彼はオーバーンに異動するが、ハンマーと犬よけの万引きで6ヶ月の保護観察を宣告され、その10月に警察を解雇される。1980年にシトラスハイツにある家を購入し、逮捕時までそこに住んでいた。1980年代の彼の雇用歴ははっきりしていない。

### 警察退職後および近隣住民との交流
1990年から彼はSave Mart Supermarkets流通センターでトラック整備士として働き、2017年に退職した。その間、1996年にガソリンスタンドで支払いをせず立ち去ったことで逮捕されたが、起訴は棄却されている。
ディアンジェロは逮捕の時に娘と孫娘と共にシトラスハイツに住んでいた。彼の義理の兄弟は、ディアンジェロと何気ない会話のなかでイースト・エリア強姦魔について話したことがあるとされている。また、隣人は、ディアンジェロが大声で冒涜的な言葉をよく吐いていたと証言し、別の隣人は、自身が飼っている犬の鳴き声トラブルの中で、留守番電話にディアンジェロが「ぶっ殺してやる（deliver a load of death）」と脅しのメッセージを残してきたと話している。

## 法的手続き
ディアンジェロは、強姦や強盗の罪では時効が成立しているため、それらの件で起訴することはできず、13件の殺人と13件の誘拐で起訴された。有罪判決を受けた場合、彼は仮釈放のない終身刑、または死刑となる。
ディアンジェロは2018年8月23日にサクラメントまで移送された。当初、この裁判は10年間続き、税金からの支出は2000万ドルにのぼるといわれた。
2019年4月10日の公判で、検察官は死刑を求刑し、裁判官は裁判中にテレビカメラを法廷に入れることができると決定した。しかし、カリフォルニア州が死刑執行を一時的に停止している情勢と、被告・被害者・証人いずれも高齢で裁判に早く決着をつける必要がある状況を踏まえて、検察官は終身刑を目指す方向に転換した。司法取引の結果、ディアンジェロは53件87人の殺傷を行ったことを認め、代わりに死刑は回避されることになった。
2020年8月21日、サクラメント郡最高裁判所は、ディアンジェロに仮釈放のない終身刑を言い渡した。刑の言い渡しに先立ち、ディアンジェロは被害者への謝罪の言葉を短く述べた。